# 190730 Lorenzonesi
190730 Lorenzonesi è un asteroide della fascia principale interna. Scoperto nel 2001, presenta un'orbita caratterizzata da un semiasse maggiore pari a 2,274129 UA e da un'eccentricità di 0,167684, inclinata di 7,837068° rispetto all'eclittica.